# Fifea aciphylla
Fifea aciphylla là một loài Rêu trong họ Lembophyllaceae. Loài này được (Dixon & Sainsbury) H.A. Crum mô tả khoa học đầu tiên năm 1991.